# 平田篤胤
平田 篤胤（ひらた あつたね、安永5年8月24日〈1776年10月6日〉 - 天保14年閏9月11日〈1843年11月2日〉）は、江戸時代後期の国学者・神道家・思想家・医者。
出羽国久保田藩（現在の秋田県秋田市）出身。成人後、備中松山藩士の兵学者平田篤穏の養子となる。
幼名を正吉、通称を半兵衛。元服してからは胤行、享和年間以降は篤胤と称した。号は気吹舎（いぶきのや）、家號を真菅乃屋（ますげのや）。大角（だいかく）または大壑（だいがく）とも号した。医者としては玄琢（のちに玄瑞）を使う。死後、神霊能真柱大人（かむたまのみはしらのうし）の名を白川家より贈られている。
復古神道（古道学）の大成者であり、大国隆正によって荷田春満、賀茂真淵、本居宣長とともに国学の四大人（しうし）の中の一人として位置付けられている。

## 生涯

### 秋田を出奔
久保田藩の大番組頭であった大和田清兵衛祚胤（としたね）の四男として秋田郡久保田城下の中谷地町（現在の秋田市中通4丁目）に生まれた。生家の大和田家は、朱子学を奉じ、国学や神道とは無縁であった。
故郷を捨て江戸に出奔する20歳のときまでの事跡ははっきりしないが、現存する史料から不幸な幼少期が示されている。諸書には久保田藩の医師で侍講でもあった中山菁莪の門下だったとあるものの、秋田時代の篤胤の経歴はほとんどすべて養子の平田銕胤の記述をもとにしている。ただし、自著『仙境異聞』（1822年）において「己は何ちふ因縁の生れなるらむ」と嘆いており、天保13年（1842年）11月2日の銕胤にあてた手紙には、「生れ落より父母の手には育てられず、二十になる正月の八日に、かねて五百文こしらひ置たる銭を以て書置をして欠落し江戸へ出たが」とあり、貧しさのなかで捨て子同然の少年時代を送ったと考察されてもいる。また、継母との折り合いがわるかったという見解もある。
20歳になったばかりの寛政7年（1795年）1月8日に脱藩・出奔し、遺書して国許を去った。「正月八日に家を出るものは再び故郷に帰らない」という言い伝えにちなんだという。江戸に出た篤胤は、大八車を引いたり、5代目市川團十郎の飯炊きや三助、火消しなど苦学しながら当時の最新の学問、とくに西洋の医学・地理学・天文学を学びつつ、旗本某氏の武家奉公人となった。
寛政12年（1800年）、篤胤25歳のとき、勤め先で江戸在住の備中松山藩士で山鹿流兵学者であった平田藤兵衛篤穏（あつやす）の目にとまり、才覚を認められて、その養子となった。養子となったいきさつには様々な伝説があるが、詳細は不明である。このころ、駿河沼津藩士石橋常房の娘・織瀬と出会う。当時織瀬は旗本屋敷の奥勤めをしており、篤胤は同家のしがない奉公人であったが、やがて2人は深く愛し合うようになり、享和元年（1801年）篤胤26歳のとき、結婚した。

### 国学との出会い
上述のように、篤胤が江戸に出てきたのは必ずしも国学を学ぶためではなかった。その関心は広く、蘭学を吉田長淑に学び、解剖にも立ち合っている。他方、迫り来る対露危機に関しては、徹底した情報収集を行っている。
篤胤が本居宣長の名前と著作を知ったのは、宣長没後2年経った享和3年（1803年）のことであった。妻の織瀬が求めてきた宣長の本を読んで国学に目覚め、夢のなかで宣長より入門を許可されたとしており、「宣長没後の門人」を自称した。これは時代の流行語となった。

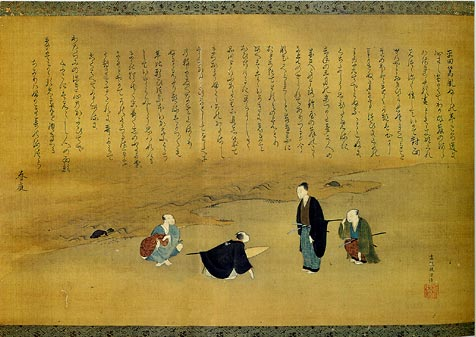
『夢中対面の図』（渡辺清画）

文化2年（1805年）、篤胤は宣長の跡を継いだ長男の本居春庭に入門しており、夢中対面の話は春庭あて書簡に書かれている。篤胤は『直日霊』や『初山踏』『玉勝間』『古事記伝』など宣長の著作を読み、独学で本居派国学を学んでいった。篤胤の買い求めた『古事記伝』には、宣長門下服部中庸（なかつね）が著したダイヤグラム『三大考』が付録として付いていた。これは、10枚の図で「天・地・泉」の成り立ちを明示したものであり、のちに『霊能真柱』の著述におおいに活用されることになった。
このころ、芝蘭堂の山村才助が西洋・東洋の地理書を渉猟した本格的な総合的地理書『訂正増訳采覧異言』（1802年成立）を著し、長崎の蘭学者志筑忠雄による『暦象新書』（1798年-1802年）ではニコラウス・コペルニクスの地動説やアイザック・ニュートンの万有引力が紹介されている。新知識に貪欲な篤胤は、両書より強い影響を受け、世界認識の再構築をせまられた。そこで出会ったのが、宣長の国学だった。漢意を排除して文献学的かつ考証学的な姿勢に徹する宣長の方法により、それまで仏教的・儒教的に牽強付会もともなって様々に説明されてきた古代日本の有り様が、見事に解明されていることに篤胤は衝撃を受けた。しかし、後述のように宣長と篤胤では学問の内容・方法ともに大きな相違点がみられる。
享和3年（1803年）、太宰春台『弁道書』を批判した処女作『呵妄書』を著し、翌文化元年（1804年）、「真菅乃屋」を号して自立した。書斎「真菅乃屋」は好学の人であれば、身分を問わず誰に対しても門戸がひらかれていた。以後、篤胤は膨大な量の著作を次々に発表していった。その著作は生涯で100におよぶ。篤胤の執筆する様子は、何日間も不眠不休で書きつづけ、疲れが限界に来たら机にむかったまま寝て、疲れがとれると、起きてまた書きつづけるというものだった。文化2年（1805年）から翌年にかけては『鬼神新論』『本教外編』などの論考を著述している。

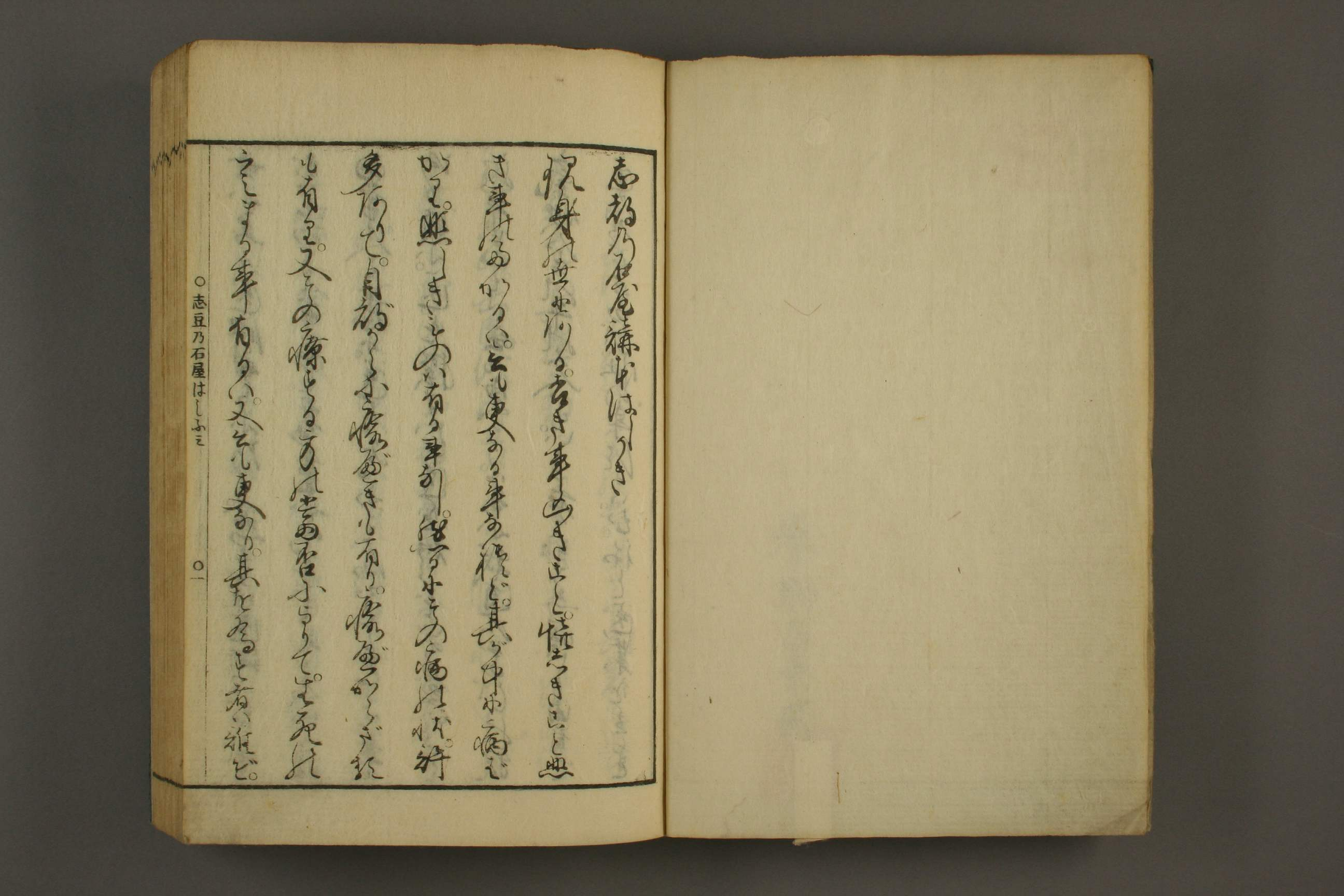
平田篤胤『志都能石屋（しづのいわや）』1811年、江戸気吹舎刊

文化3年（1806年）より真菅乃屋では私塾として門人を取っている（のちに「気吹舎」に改称）。門人ははじめ3人であったが、最後には553人に達した。ほかに、篤胤没後の門人」と称した人が1,330人にのぼった。文化4年（1807年）以降は医業を兼ね、玄瑞と改めた。
文化8年（1811年）頃までおこなった篤胤の講義は、門人筆記というかたちでまとめられ、『古道大意』『出定笑語』『西籍慨論』『志都の石屋（医道大意）』などの題名でのちに書籍として刊行されることとなるが、この時点では宣長の学説の影響が大きく、篤胤独自の見解はまだ充分にすがたをあらわしていない。
文化8年10月、篤胤が駿河国府中の門人たちを訪れたとき、篤胤は今まで疑問に感じていたことを初めて口にした。すなわち、『古事記』『日本書紀』『古語拾遺』など、神代にまつわる「古伝（いにしえのつたえ）」がそれぞれの書籍のあいだで内容に差異があるのは何故なのか、従来は本居宣長『古事記伝』の説に従えばよいと考えていたが、他の諸書も参照して考慮し、正しい内容を確定すべきではないのか、ということである。門人たちもこれに賛成したところから、篤胤は門人で駿府の本屋、採選亭の主人柴崎直古の寓居に籠もり、諸書を集め、12月5日から年末までの25日間をかけて大部の書を一気に著述した。こうして成ったのが、『古事記』上巻・『日本書紀』神代巻の内容を再構成した『古史成文』であり、その編纂の根拠を記した『古史徴』であった。『霊能真柱』の草稿もこのとき成立している。

### 復古神道の成立

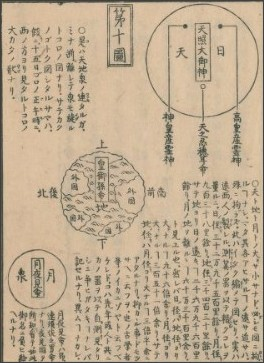
平田篤胤『霊能真柱（たまのみはしら）』1812年

文化9年（1812年）、篤胤37歳のとき、相思相愛で結ばれた妻、織瀬を亡くした。篤胤は深い悲しみのなか「天地の　神はなきかも　おはすかも　この禍を　見つつますらむ」の歌を詠んだ。愛妻の死は、死後の霊や幽冥への関心を促し、本格的な幽界研究へとつながっていった。
同年、織瀬の死にあって篤胤は、幽冥界を論じた『霊能真柱（たまのみはしら）』を書き上げた。ここで、篤胤は従来はなかった彼独特の生死感を説いた。この書は、「霊の行方の安定（しづまり）を知」るならば、「大倭心（やまとごころ）を堅むべく」、大倭心が固められるならば「真道（まことのみち」を知ることができるという死後安心論の意図をもって著述された。すなわち、本居宣長が、人は死ねばその霊は汚き他界、つまり「夜見」（黄泉）の世界へゆくのであるから、人が死ぬことはじつに悲しいことであるとしたのに対し、篤胤は、人は生きては天皇が主宰する顕界（目に見える世界）の「御民（みたみ）」となり、死しては大国主神が主宰する「幽冥」（目には見えない世界、冥府）の神となって、それぞれの主宰者に仕えまつるのだから死後は必ずしも恐怖するものではないと説いた。そして、その「幽冥」とは、われわれが生きる顕界と同じ空間、山や森、墓といったわれわれの身近なところにあって、決して他界ではなく、幽冥界からはこちら側（顕界）が見えるものとし、こちら側から向こう側（「幽冥」）が見えないだけであるとした。さらに、神はわれわれとはさほど遠くない「幽冥」の世界から顕界に生きるわれわれの生命と暮らし、郷土の平和と安寧をいつも見守り、加護してくれていると説いた。篤胤は、これを10個の図によって、開闢のはじめの混沌たる原質から天（太陽）・地（地球）・泉（月）から成る宇宙がいかにして生成されたかを、地動説的な解釈をほどこしつつ説明している。篤胤は、上述の服部中庸『三大考』に「産霊（むすび）の霊力」のはたらきを加え、そのうえで、天照大神が瓊瓊杵尊に命じて治めさせた「顕世（うつしよ）」と大国主命が治める「幽世（かくりよ）」を対比させ、すべては「顕明事（あらわごと）」と「幽冥事（かくりごと）」の2つによって均衡が保たれるのであって、これは大国主命がみずから退隠した勇気によって保証されていると説明し、このことによって死後の霊魂は心安らかに幽冥界に向かうことができるとした。
篤胤が求めたのはこの世の幸福であり、関心をいだいたのは死後の霊の行方についてであった。その霊の安定を神道に求めたのであり、それゆえ、神道は従来以上に宗教色を強めた。ここで篤胤は、天主教（キリスト教）的天地創造神話と『旧約聖書』的な歴史展開を強く意識しながら、天御中主神を創造主とする首尾一貫した、儒教的・仏教的色彩を完全に排除した復古神道神学を樹立している。篤胤によれば、天・地・泉の3つの世界の形成の事実、そしてそれについての神の功徳、それは「御国（みくに）」すなわち日本が四海の中心であり、天皇は万国の君主であるということを、国学を奉ずる学徒の大倭心の鎮として打ち立てた柱、それが「霊の真柱」だった。
平田国学・復古神道が立論の根拠にしたのは古伝であったが、『古事記』などの古典に収載された古伝説には齟齬や矛盾、非合理もふくまれているため、篤胤は古伝説を主観的に再構成した自作の文章を注解するという手法を用いて論を展開した。また、古伝の空白箇所を埋めるために、天地開闢は万国共通であるはずだという理由から諸外国の古伝説にも視野を広げた。篤胤の関心は、古伝説によって宇宙の生成という事実を解明し、幽冥界の事実を明らかにしていくことにあったが、漢意の排除と文献学的・考証学的手法の徹底を旨としてきた本居派からすれば、篤胤の手法は邪道そのものであり、逸脱と解釈された。しかし、篤胤はそもそも古代研究を自己目的にしていたのではなく、自身も含めた近世後期を生きる当時の日本人にとって神のあるべき姿と魂の行方を模索し、それに必要な神学を構築するために『古事記』『日本書紀』などの古典および各社にのこる祝詞を利用していた。『霊能真柱』は篤胤にとって分岐点ともいえる重要な書物だったが、本居派の門人達は、この著作の幽冥観についての論考が亡き宣長を冒涜するものとして憤慨し、篤胤を「山師」と非難したため、篤胤は伊勢松阪の鈴屋とはしだいに疎遠になっていった。
文化10年（1813年）、対露危機に関して情報を集めていた篤胤は、危機が一段落したこの時期に蒐集文書をまとめて『千島白浪』を編纂しており、同書には当然収めてはいないものの、幕府機密文書も入手している。篤胤は、ロシア情報を獲得するためにロシア語辞書までみずから編纂していた。文化12年（1815年）、のちに経世論者となる出羽国雄勝郡郡山村（現、秋田県雄勝郡羽後町）出身で、篤胤より年長の佐藤信淵が入門した。

### 東総遊歴と幽界研究
篤胤は、私塾兼書斎である「真菅乃屋」から自己の著作を刊行しようと努めてきたが、その著述活動を支えるような有力な領主の庇護はなく、必ずしも裕福な門弟に恵まれていたわけではなかった。当初は江戸在住の武士や町人が門人・支持者となって後援したのにとどまっていた。この「真菅乃屋」のサークルを江戸以外の地に拡大しなければ自分の学問はひろまらない、このように考えた篤胤が巡遊先として最初に選んだのは、下総・上総の地だった。文化13年（1816年）に篤胤は初めてこの地域をまわった。

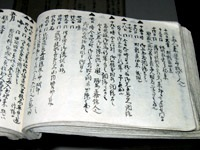
『気吹舎日記』

篤胤は文化13年4月に江戸を出て、船橋・神崎・香取・鹿島・銚子・飯岡と利根川下流地域をめぐり、途中、鹿島神宮・香取神宮及び息栖神社に詣でている。この旅で「天之石笛」という霊石を得たことにちなみ、篤胤は家号を「伊吹乃屋（気吹舎）」と改め、「大角」とも名乗るようになった。翌文化14年（1817年）には、この旅の顛末をしるした『天石笛之記』が書かれている。
文政元年（1818年）11月18日、43歳となった篤胤は、武蔵国越谷在住の門人山崎篤利の養女と再婚した。新しい妻も先妻の名「織瀬」を名乗った。山崎篤利は、越谷の油商人で篤胤の出版事業を経済的に援助した人物である。この頃、篤胤は越谷の久伊豆神社境内に草庵「松声庵」をむすんでいるが、これは篤利たち越谷の門人たちの援助によるものであった。この年、『古史成文』を刊行、篤胤のライフワークとなる『古史伝』の著述にとりかかった。
文政2年（1819年）、2度目の東総遊歴をおこなった。最初の訪問地以外にも八日市場・富田・東金・本納・一の宮などを巡り、篤胤はこの遊歴の中で、のちに著作としてまとめられることとなる『玉襷（たまだすき）』や『古道大意』を講釈し、門人獲得を精力的におこなった。農政家・国学者として知られる宮負定雄の父定賢はじめ多くの豪農・神職がこのとき入門している（定雄自身も文政9年に入門）。
この時期の篤胤は、平田学の核心となる諸書の著述や刊行を進めると同時に幽界研究に大きな関心を払った。幽界に往来したと称する少年や別人に生まれ変わったという者の言葉を信じ、そこから直接幽界の事情を著述している。

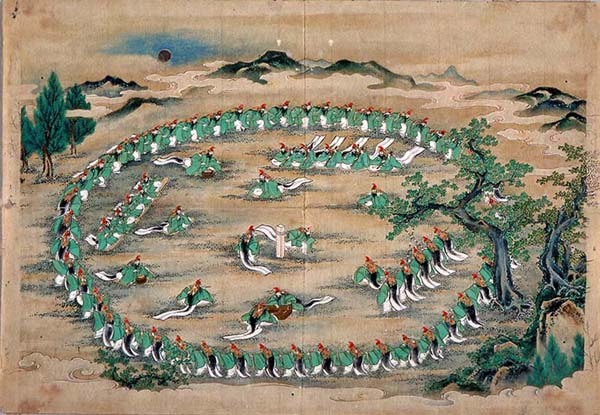
『仙境異聞』「七生舞の図」1819年
篤胤は、天狗小僧寅吉の異界での話を聞き書きしたが、文章だけでは物足りず、絵師を呼んで神仙界の「七生舞」を絵画で表現した。

文政3年（1820年）秋、江戸では天狗小僧寅吉の出現が話題となった。発端は江戸の豪商で随筆家でもある山崎美成のもとに寅吉が寄食したことにある。寅吉によれば、彼は神仙界を訪れ、そこの住人たちから呪術の修行を受けて、帰ってきたという。篤胤はかねてから幽冥界に強い関心をいだいていたため、山崎の家を訪問し、この天狗少年を養子として迎え入れた。篤胤は、寅吉から聞き出した幽冥界のようすを、文政5年（1822年）、『仙境異聞』として出版している。これにつづく『勝五郎再生記聞』（文政6年刊行）は、死んで生まれ変わったという武蔵国多摩郡の農民小谷田勝五郎からの聞き書きである。幽なる世界についての考究には、他に、『幽郷眞語』『古今妖魅考』『稲生物怪録』などがあり、妖怪俗談を集めた『新鬼人論』（文政3年成立）では民俗学的方向を示し、のちに柳田國男や折口信夫らの継承するところとなった。
文政5年（1822年）、『ひとりごと』を著して、全国の神官に支配的な影響力をもつ吉田家に接近するため、かつて『俗神道大意』で痛罵した吉田家を弁護した。吉田家と敵対関係にある神祇伯白川家（白川伯王家）に接近したこともある。
文政6年（1823年）、かねてより学問に専心したいとして備中松山藩主板倉氏に対し永の暇を求めていたが、それが聞き入れられ、松山藩を辞している。こののち、篤胤は尾張藩に接近し、一時、わずかな扶持をあたえられたこともあったが、晩年にはそれを召し上げられている。

### 関西旅行とインド学・中国学
文政6年（1823年）、篤胤は関西に旅行した。7月22日に江戸を発つ際、上京にかける意気込みを「せせらぎに潜める龍の雲を起し 天に知られむ時は来にけり」と歌に詠んだ篤胤は、8月3日に尾張国熱田神宮に参詣し、8月6日に京都に到着した。自身の著作を富小路貞直を通して光格上皇に、門人六人部節香・是香を通して仁孝天皇に、それぞれ献上している。
一方、篤胤の鈴屋訪問の報は、鈴屋の門人たちのあいだで篤胤をどう迎えるかの対立を生んだ。篤胤に好意的な『三大考』の著者服部中庸は篤胤こそ後継者に相応しく、どの門人も篤胤には及ばないとまで語ったといわれるが、多くの門人は露骨に篤胤を無視し、あるいは排斥した。その代表が京都の城戸千楯や大坂の村田春門である。かれらは篤胤が古伝に恣意的な解釈をほどこしていると批判し、城戸は篤胤来訪の妨害までしている。篤胤は京都で服部中庸を含む本居派門人と交流の機会を得ており、門人たちは篤胤に関する批評の手紙を、和歌山の本居宗家の本居大平に送った。大平が整理したこれら篤胤批評は、やがて人手を介して写本が篤胤に伝わり、のちに平田銕胤が論評と補遺を加えて『毀誉相半書』という名で出版した。
鈴屋一門の後継者本居大平は、『三大考』をめぐる論争で篤胤に厳しく批判されていたが、門人の一人として篤胤をもてなすこととした。訪問に先立って篤胤が送った「武蔵野に漏れ落ちてあれど今更に より来し子をも哀とは見よ」という歌に対し、大平は「人のつらかむばかりものいひし人 けふあひみればにくゝしもあらず」と返している。両者の会談は友好的な雰囲気で行われ、篤胤はこのとき宣長の霊碑の1つを大平より与えられた。
その後、伊勢神宮を参詣し、ついで松阪の本居春庭（宣長の子）を訪れ、11月4日に念願の宣長の墓参を果たした。墓前に「をしへ子の千五百と多き中ゆけに 吾を使ひます御霊畏し」の歌を詠んだ。松阪では鈴屋本家を訪れ、本居春庭と会談するなどして、11月19日、江戸に戻った。

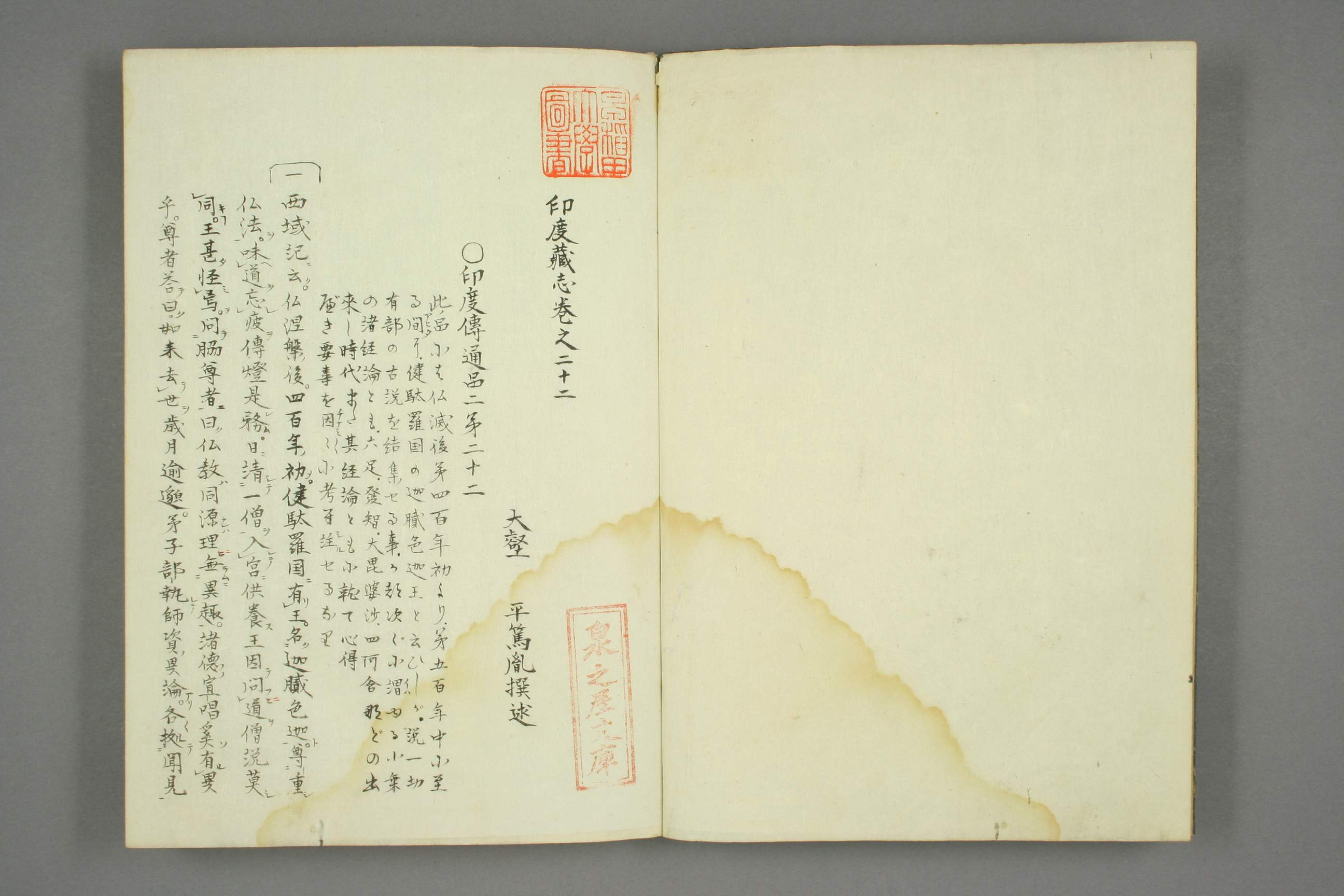
平田篤胤『印度蔵志』幕末刊（写本）

文政7年（1824年）、門人の碧川篤眞が娘千枝と結婚して婿養子となり、平田銕胤と名乗って篤胤の後継者となった。控えめな性格の銕胤は篤胤の活動をよく支えた。
この時期以降の篤胤には『葛仙翁伝』『扶桑国考』『黄帝伝記』『三神山余考』『天柱五嶽余論』などの著作があり、とりわけ、道蔵をはじめとする中国やインドの経典類の考究に力を注いでいる。文政9年（1826年）成立の『印度蔵志』や文政10年（1827年）成立の『赤県太古伝』などがその代表である。これらは日本の古典や古伝承の研究をフィールドとするという意味での国学の概念を越え出ており、インドや中国の古記文献に関する研究が篤胤の著述のかなりの部分を占めることは、他の国学者には見られないところと評されている。なお、『印度蔵志』については、天保11年（1840年）、篤胤は曹洞宗総本山永平寺57世の載庵禹隣にみせており、このとき禹隣禅師は篤胤の労を称えて「東華大胤居士」の法号を贈ったといわれる。

### 晩年の暦学研究、江戸追放

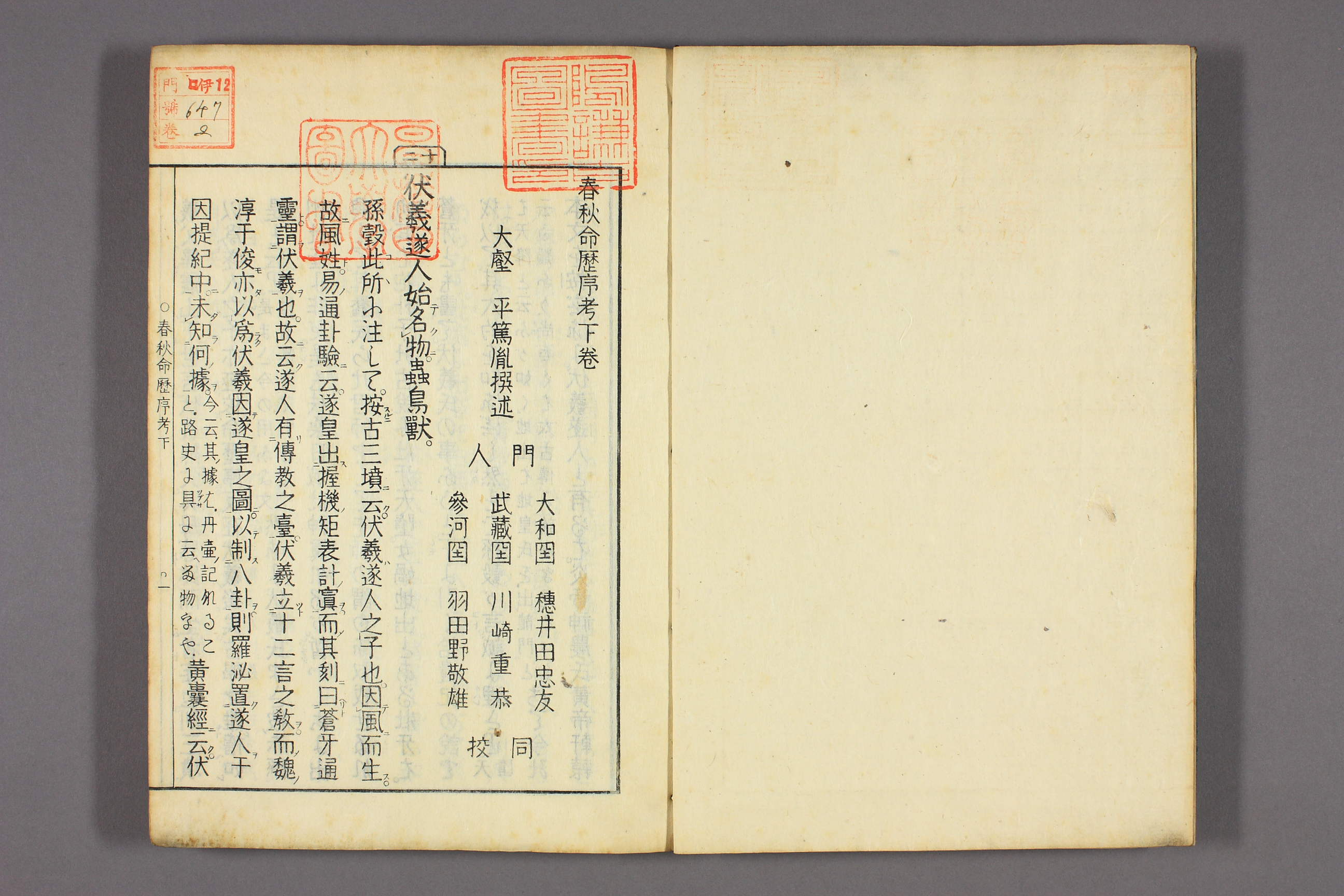
平田篤胤『春秋命歴序考』下巻 1833年刊

天保2年（1831年）以降の篤胤は、暦日や易学に傾倒した。『春秋命暦序考』『三暦由来記』『弘仁暦運記考』『太皞古易伝』などの著作がある。上述のインド学・中国学、そして暦学や易学の研究の芽は、いずれも『霊能真柱』のうちに胚胎していたものであった。
天保5年（1834年）、篤胤は水戸の史館への採用を願ったが成功しなかった。天保8年（1837年）、天保の大飢饉のなか、かつての塾頭生田万が越後国柏崎で蜂起して敗死している（生田万の乱）。天保9年（1838年）、故郷久保田藩への帰参が認められた。また、この頃から篤胤の実践的な学問は地方の好学者に強く歓迎されるようになり、門人の数も大幅に増加した。
天保12年（1841年）1月1日、西洋のグレゴリウス暦に基づいて江戸幕府の暦制を批判した『天朝無窮暦』を出版したことにより、幕府に著述差し止めと国許帰還（江戸追放）を命じられた。激しい儒教否定と尊王主義が忌避されたとも、尺座設立の運動にかかわったためともいわれる。同年4月5日、秋田に帰着し、11月24日、久保田藩より15人扶持と給金10両を受け、再び久保田藩士となった。江戸の平田塾気吹舎の運営は養子の平田銕胤に委ねられた。
篤胤は久保田城下に住み、邸宅もあたえられ、門弟たちに国学を教えた。当時、菩提所の宗判がないと居住を許されなかったが、篤胤はこのとき生家大和田家が久保田郊外の曹洞宗寺院、正洞院の檀家であったことから同寺院を菩提所としている。門人の数は秋田帰還後も増え続け、帰藩してからも70人余に達しており、そのなかには藩校明徳館の和学方取立係であった大友直枝（平鹿郡羽宇志別神社社家）もいた。篤胤は江戸に帰還すべく運動したが、それは成功せず、『古史伝』などの著作は未完のまま、失意のうちに天保14年（1843年）9月11日、久保田城下亀ノ丁で病没した。享年68。法号は常行院東華大壑居士。葬儀は正洞院で盛大に営まれた。辞世の句は「思ふこと 一つも神に つとめ終へず 今日やまかるか あたらこの世を」。この時点で門人は553人を数えた。銕胤は、毎年正月7日に金1歩を江戸より秋田の正洞院にとどけ、篤胤の供養を怠らなかった。

### 没後
弘化2年（1845年）3月、白川神祇伯は篤胤に「神霊能真柱大人」の称号（のちに「霊神」に改称）を贈った。
また、没後100年となった1943年（昭和18年）8月21日には従三位が追贈されている。策命使として秋田県知事長船克己が墓前に遣わされている。

## 思想

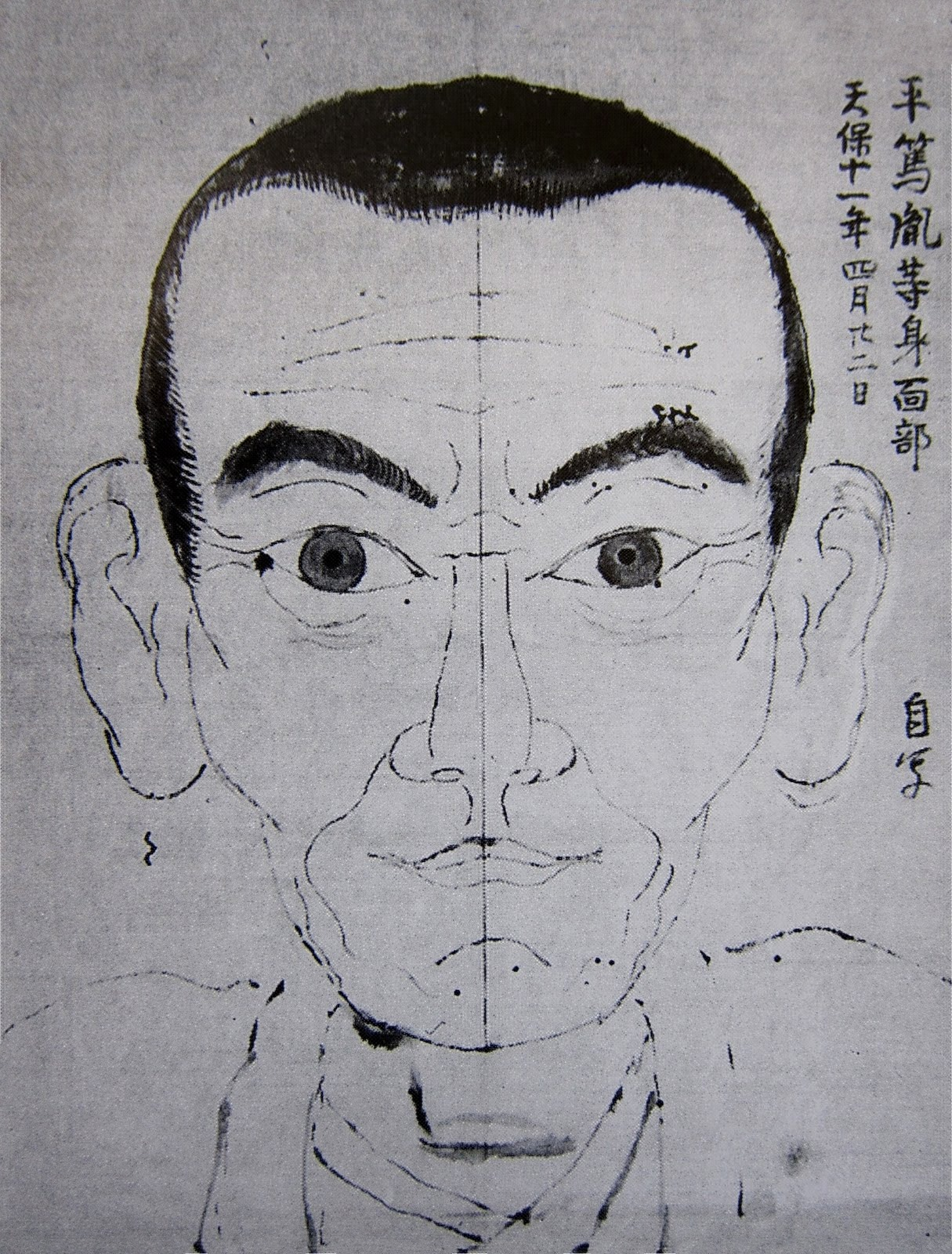
自画像（1840年）

当初は、本居宣長らの後を引き継ぐ形で、儒教・仏教と習合した神道を批判したが、やがてその思想は宣長学派の実証主義を捨て、神道的方面を発展させたと評されることが多い。篤胤の学説は、関東・中部・奥羽の神社・農村・宿駅など在方の有力者に信奉され、従来の諸学派をしのぎ、幕末の思潮に大きな影響をあたえ、特に尊皇攘夷運動の支柱となった。
篤胤は独自の神学を打ち立て、国学に新たな流れをもたらした。神や異界の存在に大きな興味を示し、死後の魂の行方と救済をその学説の中心に据えて、天地の始原・神祇・生死・現世と来世などについて古史古伝に新しい解釈を加え、キリスト教の教義も取り入れて葬祭の儀式を定め、心霊や仙術の研究も行っている。仏教・儒教・道教・蘭学・キリスト教など、様々な宗教教義なども進んで研究分析し、八家の学とも称した。なお、篤胤が大切にしていた新井白石肖像画が現在も伝世しており、学者としてすぐれ、実証的・論理的に学問を行う人物に対しては、相手が儒者であれ、深い尊敬の念を抱いていた。また、西洋医学、ラテン語、暦学・易学・軍学などにも精通していた。篤胤は本居宣長と同じく「日本は他のどの国よりも優秀である」と主張するが、宣長のように「日本人本来の心を取り戻すためには儒学的知を排除しなければならない」というような異文化排斥の態度をとらない。彼の学問体系は知識の広範さゆえにかえって複雑で錯綜しており、不自然な融合もみられるとも称される。篤胤の神道は復古神道と呼称され、後の神道系新宗教の勃興につながった。

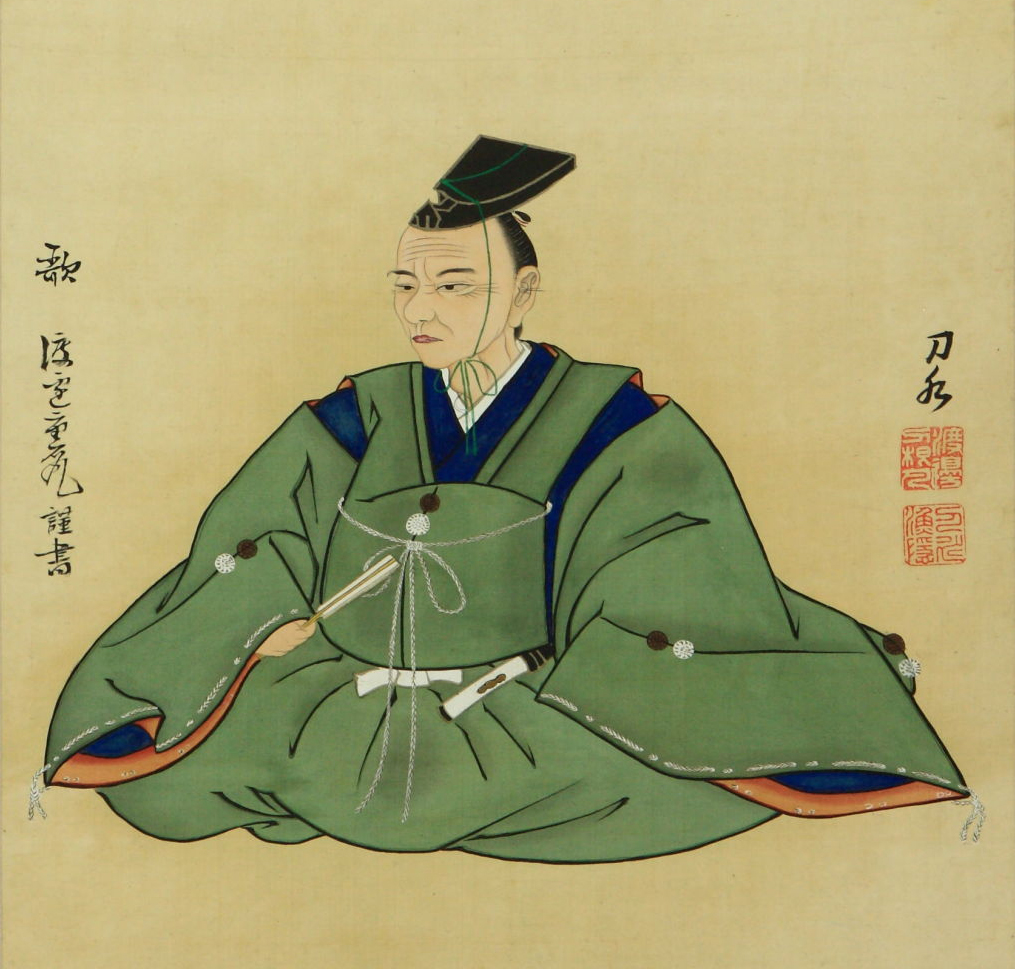
篤胤翁肖像

篤胤の学説は学者や有識者のみならず、庶民大衆にも向けられた。彼は、国学塾として真菅乃屋（のちに気吹舎）を文化元年（1804年）に開き、好学の人であれば、身分を問わず誰に対しても門戸をひらいた。文化元年（1804年）から明治9年（1876年）まで、篤胤死後も含めた平田塾の門人数は約4,200名にのぼったとされるが、このように平田塾が広範囲に多数の門人を集めた理由のひとつとしては、平田国学が近代をむかえようとする在方レベルでの新しい知識欲に応えうる内容を有していたからだと考えられる。すなわち、その国学には、たとえ通俗化した形ではあっても洋学からの新知識や世界の地誌や地理、地動説にもとづく宇宙論、分子論を取り込んだ霊魂論、また、復古神道の論理的帰結であり、身分制の解体を希求する「御国の御民」論など、当時、台頭しつつあり、また地方の課題に向き合うことを余儀なくされた在方の豪農層には新鮮で有用な知見が多く含まれていたと考えられるのである。
篤胤は、一般大衆向けの大意ものを講談風に口述し弟子達に筆記させており、後に製本して出版している。これらの出版物は町人・豪農層の人々にも支持を得て、国学思想の普及に多大の貢献をする事になる。庶民層に彼の学説が受け入れられたことは、土俗的民俗的な志向を包含する彼の思想が庶民たちに受け入れられやすかったことも関係していると思われる。特に伊那の平田学派の存在は有名である。後に島崎藤村は小説『夜明け前』で平田学派について詳細に述べている。倒幕がなった後、明治維新期には平田派の神道家は大きな影響力を持ったが、神道を国家統制下におく国家神道の形成に伴い平田派は明治政府の中枢から排除され影響力を失っていった。

### 出定笑語
平田は『出定後語』の理論を借用して『出定笑語』を書き、文章が平易通俗的であったこともあり、幕末以前、1820年代、1830年代、1840年代の多くの人に読まれ、明治維新に至る王政復古運動、さらには廃仏毀釈の思想原理になった。

### 民族宗教の体系化
書籍によって自然科学や世界地誌を深く学んだ平田篤胤は、自己に対する他者を中国から西洋に転換した当時の知識人のなかの一人であった。かれは、天主教的天地創造神話を強く意識しながら、天御中主神を創造主とする、きわめて首尾一貫した復古神道神学を樹立した。
復古神道においては、日本の「国産み」においてこそ天地創造がおこなわれる。日本は「よろずの国の本つ御柱（みはしら）たる御国（みくに）にして、万の物、万の事の万の国にすぐれたるものといわれ、また掛（かけ）まくも畏（かしこ）き我が天皇命（すめらみこと）は万の国の大君（おおきみ）にましますこと」が自明のこととして主張される。こうした民族宗教としての神道の体系化は、「世界の一体化」の過程において、儒教的な東アジア知的共同体からの日本の離脱を意味するものであって、反面、せまりくるウェスタンインパクト（西洋の衝撃）に対する日本単独の態度表明でもあった。
「よろずの国の本つ御柱」たる日本の位置づけは、当時にあっては、何故西洋諸国が日本に交易を求めてくるのかの説明に用いられ、日本が「中つ国」「うまし国」であることは、鎖国下の日本が物産豊かに自足し、他国との交易を必ずしも必要としていないという事実（あるいは事実認識）がこれを補強した。
篤胤は、村落の氏神社への信仰や祖先崇拝といった、従来、人びとが日常レベルで慣れ親しんできた信仰に、記紀神話の再編にもとづくスケールの大きい宇宙論を結びつけ、さらに幽冥界での死後安心の世界を提示した。宇宙論から導かれる神々の秩序やそのなかに整然と位置づけられる氏神社、永遠の魂の安全といった教義は、村落指導者たちに対し、それまで深く意識することもなく受け入れてきた村落の神社のすがたを一変させるような強烈な印象をあたえたものと考えられる。

### 幽冥論
篤胤は、学問をするにはまず自らの死後の魂の行方を最優先で知らなければならないと断言した。そうして心の安定を得て、初めて学問に向き合えるとした。
本居宣長は、古典に照らして、人の魂はその死後、黄泉に行くと考えたともされる。黄泉の国は良くない国であり、そのことは逃れのないことで、だから死ぬことほど悲しいことはないと述べた。悲しいものは悲しいのであり、その現実をそのまま受け入れるべきだと説いた。宣長の門人で篤胤に大きな影響を与えた服部中庸も同様に死者の魂は黄泉国に行くとした。ただし、中庸は黄泉国は空に浮かぶ月のことであり、その世界は須佐之男命（月読命と同神だという）が治めていると考えた。
一方、篤胤は、他の学者のように他界を現世と切り離して考えたりはしなかった。黄泉の国の存在は認めたが、人は死後、黄泉の国へいく霊と、神になる霊とに分かれ、よい志をもっていた人の霊は神となって、神々の国である幽冥界へ行くのだとしたのである。篤胤は、現実の習俗などから類推して、死者の魂が異界へおもむくのは間違いないが、その異界は現世のあらゆる場所に遍在しているとし、神々が神社に鎮座しているように、死者の魂は墓上に留まるものだとした。現世からはその幽界をみることはできないが、死者の魂はこの世から離れても、人々の身近なところにある幽界にいて、現世のことをみており、祭祀を通じて生者と交流し、永遠に近親者・縁者を見守って行くのだとした。これは近代以降、民俗学が明らかにした日本の伝統的な他界観に非常に近いといえる。その意味で、平田国学は民俗学の成立に強い影響をあたえたということができる。また、現世は仮の世であり、死後の世界こそ本当の世界であるとした。これはキリスト教の影響である。篤胤は、キリスト教の教典も、『古事記』や仏典などと同じように古の教えを伝える古伝のひとつとして見ていたのである。
篤胤によれば、幽界は大国主命が司る世界であり、大国主命がみずから退隠した勇気によって死後の安心は保証されているのだとした。大国主命は死者の魂を審判し、その現世での功罪に応じて褒賞懲罰を課すとしているが、死者が受けるその懲罰について、篤胤は詳細を述べていない。これは、篤胤の関心があくまで、この世における人生の不合理性の解決・救済にあり、為政者が望むような倫理的な規範の遵守を説くものではなかったことを示している。この大国主命の幽冥界主宰神説は、篤胤以降復古神道の基本的な教義となった。近代以降の神道および政教関係を大きく方向付けることとなった1881年（明治14年）の祭神論争で出雲派が敗北したことにより公式には否定されるが、現在も多くの神道系宗教で採用されている。
平田国学では、幽冥界全体の主宰神は大国主命であるとしたが、各地のことはその土地の国魂神、一宮の神や産土神・氏神が司るとした。この発想は六人部是香に受け継がれ、発展させられている。

### 「御国の御民」論と「みよさし」の論理
篤胤の復古神道と、それと結合した「古道の学問」は、一方ではスメラミコトやアキツミカミが高く位置づけながらも、もう一方では日本を成り立たせている一人ひとりを、身分を超越したかたちで「御国の御民」と呼び、主体性をになうものとしてとらえられている。「この平篤胤も神の御末胤（みすえ）にさむろう」「賤（しず）の男（お）我々に至るまでも神の御末に相違なし」と篤胤自身が述べているように、一神教における神と人間の隔絶した関係とは異なる、神と人との親和的なありかたが示されている。厳然とした身分制が存在する幕藩体制下にあって、平田国学では天皇との関係で自らを位置づけ、「何々国の御民某」というかたちで表記している。日本を構成する66州がその国の御民から成り、御民によって支えられていることが示されているのである。ここに地域主義的なゆるやかな横のつながりのなかから日本人としての国民意識が生まれてくる芽があった。
一方、現実には神孫たる天皇と将軍を頂点とする支配体制とをいかに整合していくかが求められるが、これについては、「みよさし（委任）」の論理が用いられた。これは「御国の御民」論と結びつくことによって、きわめて一般的な政治論理へと成長してゆく。村落指導者たちは、依然として被支配階級の側にありながら、天皇や幕府・藩から政治を委任された存在としてみずからを規定し、幽冥論によって得られた内面的な安心を拠りどころとして、荒村状況と称される近世後期の村落共同体の崩壊に立ち向かっていく強い実践性が付与される。この論理は、一方では村役人として自己の行政下におく一般民衆・百姓に抗議秩序を具体的に説明する際に利用し、他方では、それぞれに割り当てられた職分を遂行できない上層に対する義憤・公憤を噴き出させる武器となった。しかも、自らの行動全体が幽冥界すなわち郷土の先人や父祖から見守られているとした。
篤胤の論理は、村落指導者に対し、強い自覚と責任を呼び覚ますものだったのである。

### 言語観
神代文字に関する論考など、日本語学史上において篤胤は、言語や文字の起源を研究した。死後に刊行された『古史本辞経』は、『古事記』や『日本書紀』の古訓を解明する意図に基づいた著述であるが、この書で篤胤が専ら関心を示すのは、別題が「五十音義訣」とあるように五十音図の歴史であった。篤胤にとって五十音図は金科玉条であり、この書では頻りに賀茂真淵の『語意考』を祖述している。篤胤の五十音思想は、大国隆正などによって批判的に継承され、音義説や言霊思想に影響を及ぼした。

## 著書

### 主著解題
- 『新鬼神論』（のち『鬼神新論』として刊行）

1805年（文化2年）完成。1820年（文政3年）に刊行。この書名は新井白石の『鬼神論』を意識したもので、新井白石・荻生徂徠・伊藤仁斎など儒者の「鬼神論」を論じたもの。神霊の実在を、内外の古典に照らして主張した。
- 『本教外篇』（『本教自鞭策』）

1806年（文化3年）成稿。2巻。5部構成。キリスト教のいくつかの教典（艾儒略（ジュリオ・アレーニ）『三山論学紀』、利瑪竇（マテオ・リッチ）『畸人十編』、龐廸我（ディエゴ・デ・パントーハ）『七克』）を翻訳したもの。直訳ではなく、自らの思想に合わせるように多少改変している。第5部については、パントーハの『七克』のほとんど全部に訓点を付けたもので「山上の垂訓」など、多くの聖書の句がおさめられている。研究ノート的な位置付けと考えられており、篤胤は公表しなかった。その事により後世まで残存したのかとも思料される。
- 『古史成文』

代表的著書。未完。1811年（文化8年）に初稿ができ、刊行は1818年（文政元年）。全15巻の予定のうち、3巻（神代上中下）が刊行。『古事記』『日本書紀』をはじめ、『古語拾遺』や『風土記』などの古典が伝える神話を取捨選択し、篤胤独自の価値観に基づいて主観的に再構成したもの。推古天皇の代まで書かれる予定だった。草稿として7巻分（神功皇后まで）までが残っている。
- 『古史徴』

代表的著書。1811年（文化8年）に草稿がなる。刊行は1819年（文政2年）。全4巻。1巻は「開題記」「春」「夏」「秋」「冬」と銘打たれた論考を収録。「開題記」は特に『古史徴開題記』としても知られる。「春」には神代文字に関する論考がある。2-4巻は、『古史成文』の編集の根拠が挙げられている。祝詞を重視していること、記紀のような古典だけでなく後世の諸書を活用していること、異神同一神説が多いことなどが特徴として挙げられる。
- 『霊能真柱』（たま の みはしら）

代表的著書。1812年（文化9年）成稿。1813年（文化10年）刊行。人間の死後の魂の行方を論じた書物。これをもって篤胤の学問の成立とする。服部中庸の『三大考』の影響を受けて、同書にならって、世界の成立の過程を図をまじえながら解説する。天動説・地動説を考慮している。先妻織瀬の死んだ年に完成。この書が出て以降、復古神道で死後の世界への関心が高まる。現代の神道系諸宗教に与えた影響は計り知れない。
- 『古道大意』

上下2巻。1811年（文化8年）に刊行。記紀神話による古道を理論的・体系的に解説。地動説的天体論を唱え皇産霊神を最高位の神として神話の真実性を説く。
- 『古史伝』

代表的著書。1812年（文化9年）起稿。全37巻。本居宣長の『古事記伝』の形式にならって、自著『古史成文』を一段ずつ自ら注釈している。1814年（文化11年）に8巻まで刊行。生前に28巻が刊行される。全巻の刊行は1911年（明治44年）で、平田鐵胤の依頼で矢野玄道が篤胤の残した草稿を仕上げた。
- 『仙境異聞』

代表的著書。全2巻。1822年（文政5年）刊行。神仙界を訪れ、呪術を身に付けたという寅吉からの聞書きをまとめたものである。寅吉は7歳のときに杉山僧正に伴われて、常陸の岩間山に行き、修行して幽冥界に行き、外国も廻ったと主張し、呪術を操って江戸で評判となった。このことを聞いた篤胤は最初に寅吉を保護していた山崎美成のもとから半ば強引に自分の家に連れてきて数年間住まわせた。篤胤は神仙界に住むものたちの衣食住・祭祀・修行・医療・呪術などについて、くまなく質問をして、その内容をこの本に収めた。当時この本は平田家では門外不出の厳禁本であり高弟でも閲覧を許されないといわれていた。
以前から異境や隠れ里に興味を抱いていた篤胤は、寅吉の話により、幽冥界の存在を確信した。篤胤は寅吉を説得して幽冥界で寅吉が見た師仙の神姿を絵師に描かせ、その絵を家宝として大事にした。寅吉が幽界に帰る際には、杉山僧正が住むという信濃国浅間山の隠れ里の山神に対して、篤胤がしたためた手紙と自著『霊能真柱』、神代文字への質疑文を、寅吉に託して献上したという。同書には、これら一切の経緯と山神や寅吉に手向けた和歌なども収められている。山神の図は現在東京代々木の平田神社で大切に保管され、滋賀県大津市近江神宮定例の山神祭で祭られている。
- 『勝五郎再生記聞』

代表的著書。1822年（文政5年）刊行。死の世界から蘇った少年のことを取材してまとめたもの。多摩郡中野村（現：東京都八王子市東中野）の百姓源蔵の次男の勝五郎（9歳）が、自分は多摩郡程窪村（現：東京都日野市程久保）の百姓久兵衛の息子の勝蔵の生まれ変わりであると言った。1810年（文化7年）に6歳で死んだが、幽冥界で産土神である熊野権現（日野市南平8丁目の熊野神社か）に会って、今の家に再生したと彼は言う。篤胤はその再生を大国主の幽冥事を分掌している産土神の計らいだと解釈した。
- 『稲生物怪録』（いのう もののけ ろく）

全4巻。1806年（文化3年）に刊行。稲生武太夫がもののけを退治する絵巻物。篤胤の著作ではなく、4つの異本から校訂した。序文を記す。
- 『古今妖魅考』

全7巻。1821年（文政4年）に刊行。『本朝神社考』の中の天狗に関する考察に共鳴して執筆した。天堂と地獄が幻想に過ぎないことを説いた。

### 著作一覧
- 『呵妄書』
- 『幽顕弁』
- 『八家論』
- 『鬼神新論』
- 『古今妖魅考』
- 『密教修事部類稿』
- 『本教外篇』
- 『勝五郎再生記聞』
- 『古易成文』
- 『悟道弁』
- 『仙境異聞』
- 『古易大象経成文』
- 『伊吹於呂志』
- 『神童憑談略記』
- 『古易大象経伝』
- 『童蒙入学門』
- 『稲生物怪録』
- 『三易由来記』
- 『古道大意』
- 『三神山余考』
- 『象易正義』
- 『俗神道大意』
- 『七生舞の記』
- 『太昊古易伝成文』
- 『西籍概論』
- 『霧島山幽郷真語』
- 『太昊古易伝』
- 『出定笑語』
- 『赤縣太古傳』
- 『欽命録』
- 『歌道大意』
- 『天柱五嶽考』
- 『太昊古暦傳』
- 『氣吹舎歌文集』
- 『天柱五嶽考余論』
- 『古暦日歩式』
- 『志都能石屋』
- 『五嶽真形図説』
- 『古暦月歩式』
- 『医宗仲景考』
- 『葛仙翁文粋』
- 『春秋暦本術篇』
- 『大道或問』
- 『葛仙翁伝』
- 『太昊暦旋式』
- 『霊能真柱』
- 『黄帝伝記』
- 『弘仁歴運記考』
- 『古史成文』
- 『神仙教化編』
- 『牛頭天王暦神弁』
- 『古史伝』
- 『神仙行氣編』
- 『古今日契暦』
- 『古史徴』
- 『神仙採補編』
- 『家相九説弁』
- 『古史徴開題記』
- 『三十五本国考』
- 『六家要指論』
- 『玉襷』
- 『神仙導引編』
- 『孔子聖説考』
- 『伯家学則演義』
- 『神仙服薬編』
- 『五種類考』
- 『古史系図』
- 『神仙方術編』
- 『万聲大統譜』
- 『古道太元図説』
- 『春秋命歴序考』
- 『五十音義訣』
- 『天津祝詞考』
- 『前漢歴志弁』
- 『天朝無窮暦』
- 『大祓詞再釈』
- 『夏殷周年表』
- 『祝詞正訓』
- 『参考神名式』
- 『皇国異称考』
- 『大祓詞正訓』
- 『校正諸神階記』
- 『古今乞盗考』
- 『氣吹舎筆叢』
- 『毎朝神拝詞記』
- 『巫学談弊』
- 『氣吹舎日記』
- 『年中神祭詞記』
- 『皇国度制考』
- 『氣吹舎文集』
- 『神字日文傳・疑字篇』
- 『古今交蝕囲範草』
- 『伊吹伎廼屋歌集』
- 『武学本論』
- 『終古冬至格』
- 『金匱玉函経考文』
- 『神道玄妙論』
- 『太一遁甲古義』
- 『古史年暦篇』
- 『古道大元顕幽分層図説』
- 『玄学得門編』
- 『玄学月令編』
- 『幹支字原考』
- 『大同本記逸文』
- 『年中神祭詞記』
- 『皇典語彙』
- 『赤縣度制考』
- 『天象古説図』
- 『医宗脈言』
- 『皇典文彙』
- 『古学諄辞集』
- 『家礼徴古編』
- 『伊勢物語梓弓』
- 『蘭学用意』
- 『師長訓』
- 『徴古歳時記』
- 『五種類考』
- 『千嶋白波附地図』
- 『日女島考』

### 刊行本
- 篤胤全集刊行会編『新修平田篤胤全集』（名著出版）全21巻
- 岩波文庫（岩波書店）
  - 山田孝雄校訂　1992『古史徴開題記』
  - 子安宣邦校注　1998『霊の真柱』
  - 子安宣邦校注　2000『仙境異聞 勝五郎再生記聞』
- 佐佐木信綱校註　1941『平田篤胤歌文集』（冨山房）
- 斎藤一寛編　1945『俗神道大意』（日本電報通信社）
- 簗瀬均著　2017『魂のゆくえ「再生記聞」を読む』（秋田魁新報社）
- 平田篤胤　現代語訳=加賀義　2014年10月23日刊　『江戸の霊界探訪録』(幸福の科学出版) ISBN 978-4-86395-566-0

### 電子書籍
- 1875『古易成文』（伊吹廼屋）全2巻
  - 国会図書館近代デジタルライブラリー
- 1879『童蒙入学門』
  - 国会図書館近代デジタルライブラリー
- 平田鉄胤　1881『毎朝神拝詞記』
  - 国会図書館近代デジタルライブラリー
- 1881『大祓詞正訓』
  - 国会図書館近代デジタルライブラリー
- 角田忠行　1885『歌道大意』
  - 国会図書館近代デジタルライブラリー
- 井上頼圀・角田忠行・平田鉄胤・平田胤雄・平田延胤・矢野玄道　1887『古史伝』全33巻
  - 国会図書館近代デジタルライブラリー（以下略。アドレスのNUM=00001の数字を変えれば、33巻まで見ることができる）
- 北尾政美　1902『天満宮御伝記』（風月堂支店）
  - 国会図書館近代デジタルライブラリー
- 覚厳心梁　1906『印度蔵志』（神風会出版部）
  - 国会図書館近代デジタルライブラリー
- 出版年不明『赤県太古伝成文』（伊吹廼屋）
  - 国会図書館近代デジタルライブラリー
- 『仙境異聞』現代語訳
- 『勝五郎再生記聞』現代語訳

## 親族・交友関係

### 系譜・親族
生家は千葉氏の一族で戦国期に佐竹氏に仕えた大和田家胤を祖とする大和田氏、養子先は平家の武将・平家継の末裔を称する平田氏で、どちらも桓武平氏の流れを汲んでいる。

### 息子
子供は、先妻織瀬との間に2男1女いたが、男子は二人とも夭折した。享和2年（1802年）に長男常太郎が生まれたが、翌年没した。文化5年（1808年）に次男半兵衛（のちに又五郎と改名）が生まれたが、文化13年（1816年）に没している。この間、文化2年（1805年）に長女千枝（千枝子）が生まれ、篤胤の子では唯一成人をむかえるまで成長した。

### 娘千枝と養子銕胤
文政7年（1824年）1月15日、千枝が、伊予国新谷藩の碧川篤真と結婚した。千枝は才女として知られ、一度目に通したものはすべて諳んじ、父篤胤の著述については、何を尋ねてもすらすら答えることが出来たという。英語もたしなみ、文章も巧みで文字も美しく、父の詠んだ和歌を短冊に代筆している。千枝はのちにおてう（お長）に改名し、また晩年には母の名である織瀬を受け継いでいる。1888年（明治21年）3月没。その死に際しては正座して周囲に臨終の挨拶を行い、「それでは」と床についてそのまま帰幽したと伝わっている。
碧川篤真は篤胤二大高弟のひとり碧川好尚の実兄で、平田家の養嗣子となり平田銕胤（鐵胤）を名乗った。銕胤は内蔵介のち大角とも名乗り、1868年（明治元年）には神祇官判事に任じられ、明治天皇の侍講となり、ついで大学大博士に進み、のち大教正となった。篤胤の死後は家学を継承し平田学を普及させ、また、先代の負債を清算した。著書に『祝詞正訓』がある。1880年（明治13年）10月15日に没した。

### 孫
千枝と銕胤のあいだには平田延胤・胤雄の子があった。延胤は、文政11年（1828年）生まれで幕末期に活躍し、久保田藩主に「飛龍回天」の建白をおこない、討幕の立場をとるよう進言した人物。平田派3代目として嘱望されたが、父母に先立って明治5年（1872年）1月に死去した。弟の胤雄は、祖父篤胤の神格化運動にたずさわった。

### その他の子孫
延胤以降は、婿養子の平田盛胤（美濃国出身。旧姓戸沢。東京帝国大学卒）、平田宗胤と続き、代々、神田明神の神職を務めた。宗胤には子がおらず、1973年（昭和48年）に死去、平田宗家は絶家となった。篤胤の子孫としては他に、平田神社の宗家6代目当主米田勝安が知られる。米田には、荒俣宏との共著『よみがえるカリスマ平田篤胤』（2000年、論創社刊）がある。

### 交友関係
「寛政の三奇人」のひとりで『山陵志』『職官志』を著し、対外危機に対処可能な国家と国家機構のあり方を模索した蒲生君平は篤胤の友であった。百姓出身でその圧倒的な実績と能力によって幕臣に取り立てられた探検家、最上徳内もまた篤胤の生涯の友で、篤胤の異文化理解に大きな役割を果たした。
国学者の伴信友とも交流があった。『霊能真柱』刊行後、篤胤は信友あて書簡のなかで、駿河より金1両の原稿料を得たが、本を借りるためにそれを充当せねばならず、風呂へも行けない状態であり、首をくくろうとも思うが、それもかなわいと愚痴をこぼしている。また、備中国在住の著名な国学者藤井高尚が『伊勢物語新釈』を執筆しているとき、『伊勢物語』第14段の「夜も明けばきつにはめなでくたかけの」の歌の「きつ」の解釈に苦しんでいたが、信友より篤胤のユニークな解釈を伝えられた結果、篤胤の説を採用するということがあった。篤胤は伴信友を君兄と呼んで慕ったが、のちにすれ違いを生じるようになって決別した。
久保田帰還後は、大友直枝や吉川忠行（吉川忠安の父）など秋田在住の国学者と親交を結んだ。

## ゆかりの地・墓所

### 江戸

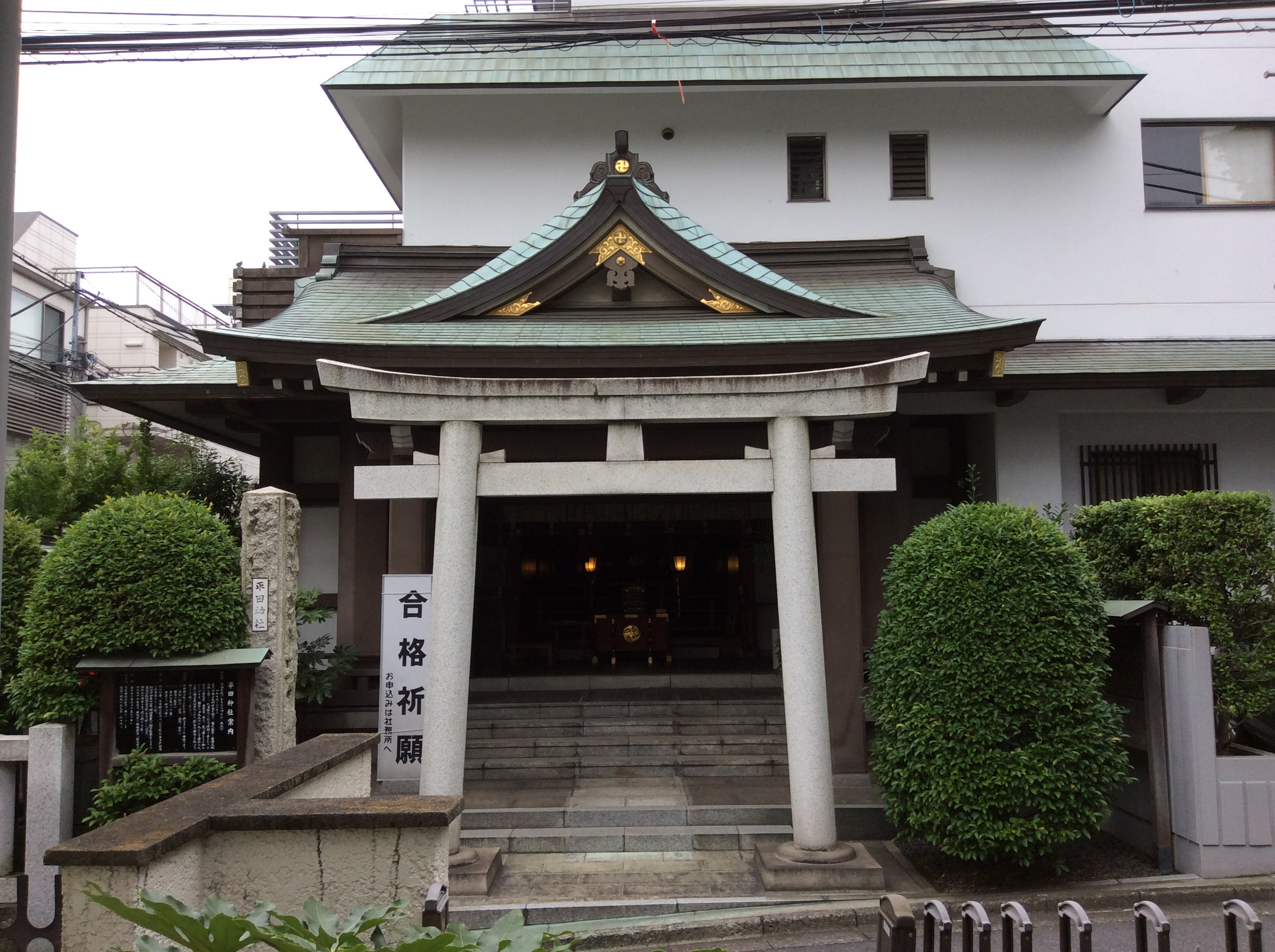
平田神社
2016年7月6日撮影

東京都渋谷区代々木には、平田篤胤を祭った平田神社がある。平田神社は当時、明治初年に江戸の柳島横川町（墨田区）に平田家邸内社として創祀された神社を、1881年（明治14年）に明治天皇の下賜金をもとに東京小石川第六天町(文京区)に遷座したもので、現在地に遷座したのは1959年（昭和34年）である。
篤胤の子孫はまた代々神田明神（東京都千代田区外神田）の神職を務めた。これは、篤胤が祭神平将門を深く崇敬したことに始まっている。
平田国学の私塾、気吹舎は江戸湯島天満宮男坂下（ 現、東京都文京区湯島）に所在した。

### 関東
後妻の出身地であった越谷市には久伊豆神社がある。境内には篤胤が仮寓したと伝わる「旧跡平田篤胤仮寓跡」（旧松声庵跡）がある。境内にはまた1942年（昭和17年）建立の「平田篤胤先生遺徳之碑」、篤胤が奉納した「天岩戸の図」一面もある。また、篤胤ゆかりの藤があり、この藤は1941年（昭和16年）に埼玉県史蹟名勝天然記念物調査会によって県の天然記念物に指定された。篤胤遺愛の樹を流山の門人たちが奉納したものと伝わっている。
篤胤遊歴の地である千葉県旭市の玉﨑神社には、篤胤の歌碑が残されている。
『磐楠に常磐の松のより副ひて千世を契りしことの畏さ』
この歌は、夫婦木と称し、楠の大樹に松の木がくっついた御神木を、文化13年（1816年）5月、篤胤が当神社に参詣した際に仰ぎ見て、たいそう感激され、これは御神威によるところであると詠んだものである。現地案内板によると、御神木はその後、安政3年（1856年）8月の大風で惜しくも倒れてしまい、その跡に子息平田銕胤が歌を書き、門人が碑を建立したという。

### 秋田

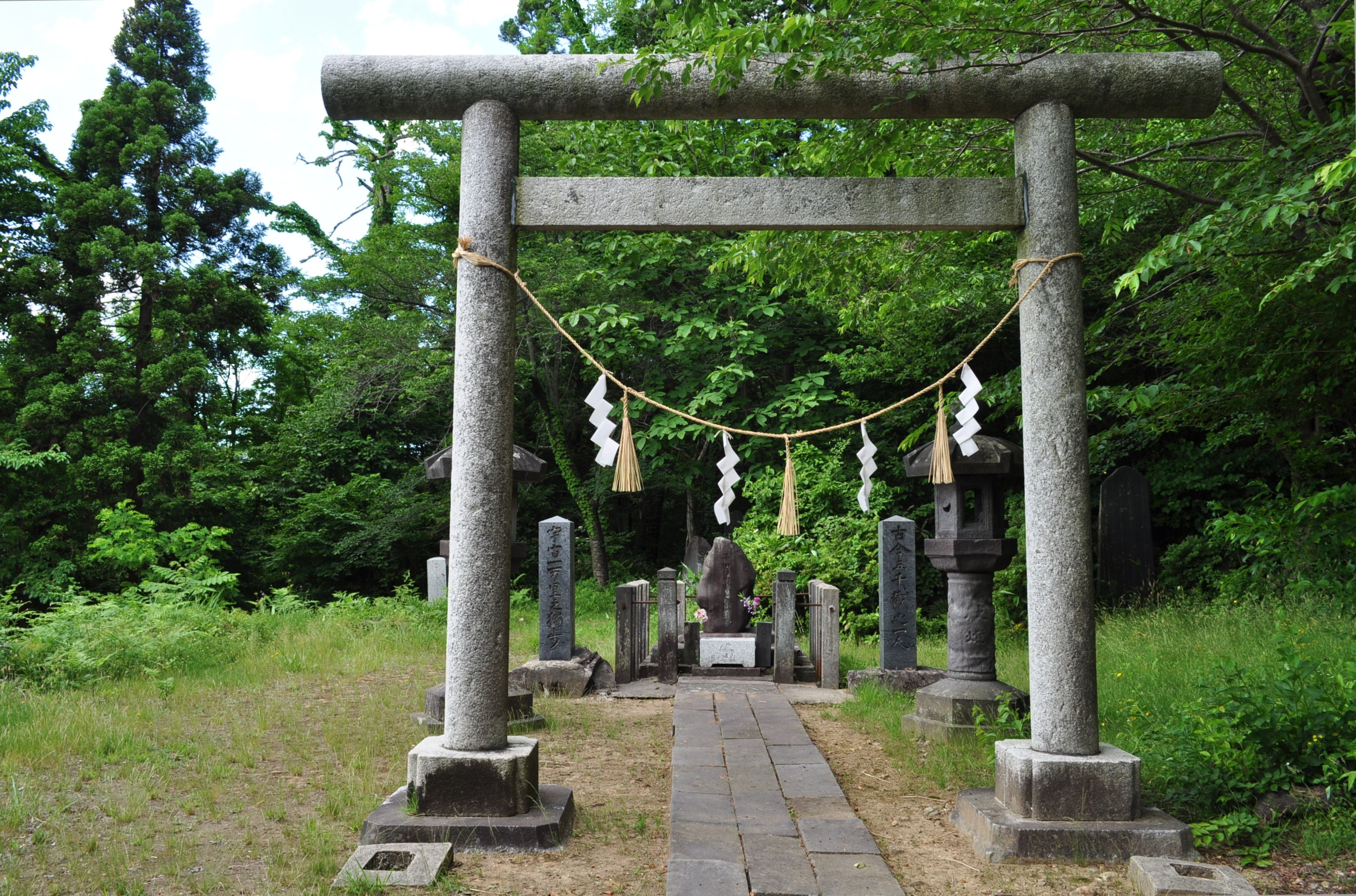
平田篤胤の墓 （国の史跡）
2014年6月10日撮影

篤胤の出生地は久保田城下の中谷地町（現、秋田市中通四丁目）であったが、生家である大和田家はのち旧亀ノ丁新町（秋田市中通六丁目）にうつり、同地には文久3年（1863年）、久保田藩士小野崎通亮・吉川忠安らによって国学塾雷風義塾が創設された。
秋田市千秋公園（旧久保田城）の弥高神社には、佐藤信淵とともに祀られている。
自然石でつくられた篤胤の墓は秋田市手形山の旧正洞院境内（手形字大沢21-1）に所在し、墓所は国の史跡に指定されている。
篤胤が没した亀の丁の地は仁平俊蔵が譲り受け、「平田篤胤大人終焉之地」の石碑が建てられている。

## その他
2006年8月22日放送の「開運!なんでも鑑定団」にて、篤胤のものとされる書簡を鑑定した結果、銕胤の書簡であることが明らかになった。銕胤は書簡のなかで、幕末の混沌とした政情の中王政復古が間近に迫っていることに言及している。2015年11月24日の放送でも書簡が鑑定され銕胤書簡であることが判明した。